# بولسات
بولسات (بالبولندية: Polsat)‏ هي قناة تلفزيونية مجانية بولندية تم إطلاقها في 5 ديسمبر 1992.